# Zygaena aisha
Zygaena aisha is een vlinder uit de familie van de bloeddrupjes (Zygaenidae). De wetenschappelijke naam van deze soort is voor het eerst voorgesteld als Zygaena (Mesembrynus) manlia aisha door Clas Michael Naumann en zijn echtgenote Storai Naumann in een publicatie uit 1980.

## Verspreiding
De soort komt in de bergen van Zuidoost-Iran. 

## Waardplanten
De rups leeft op Ferulago carduchorum Boiss. & Hausskn. (Apiaceae).